# ناباتخارس
ناباتخارس دهستانی در استان آبیلای اسپانیا است.
در این دهستان ۸۸ نفر زندگی می‌کنند. مساحت این دهستان ۱۱٫۱۶ کیلومتر مربع است.